# フアン・モナコ
フアン・モナコ（Juan Mónaco, 1984年3月29日 - ）は、アルゼンチン・タンディル出身の元男子プロテニス選手。ランキング最高位はシングルス10位、ダブルス41位。ATPツアーでシングルス9勝、ダブルス3勝を挙げた。身長185cm、体重76kg。右利き、バックハンド・ストロークは両手打ち。

## 来歴
ビジネスマンの父と建築家の母の間に生まれたモナコは6歳からテニスを始め、2002年にプロ入り。2004年には男子国別対抗戦デビスカップアルゼンチン代表に選ばれるとその3ヶ月後には早くもシングルスランキングトップ100に入り、アルゼンチンテニス界期待の若手として注目を集めていく。

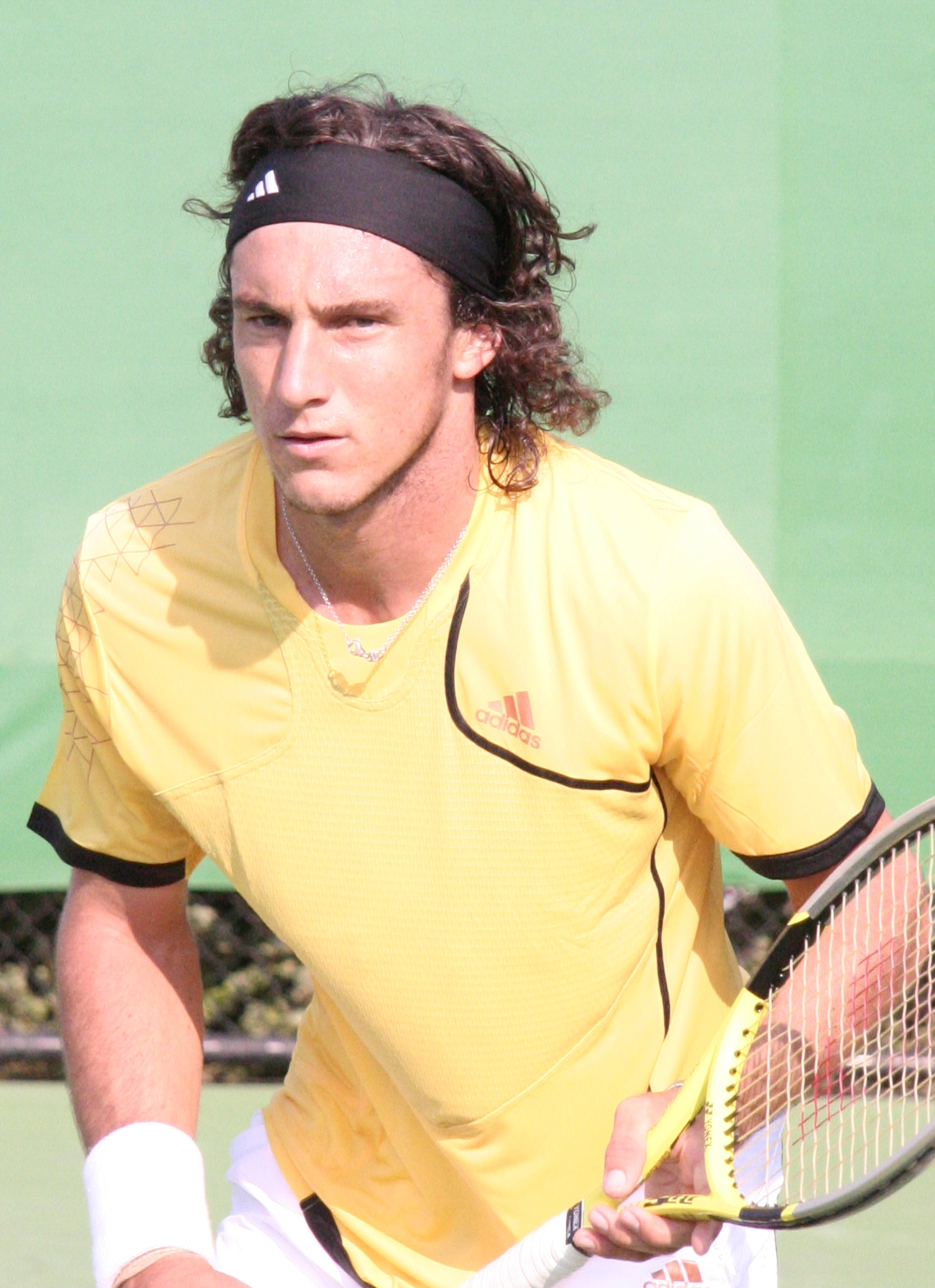
2007年全豪オープンにて

2007年はモナコの大きな飛躍の年であった。2月に地元のアルゼンチン・オープンでATPツアー初優勝を遂げると、5月のヒポ・グループ・テニス国際、7月のオーストリア・オープンでも優勝。この年の4大大会においても全仏オープン、全米オープンで共に自己最高の4回戦まで勝ち上がる等の活躍により年初に「69位」だったランキングを年末には「23位」にまで急上昇させた。
2011年全米オープンでは4大大会で3度目の4回戦に進出。4回戦でロジャー・フェデラーに1-6, 2-6, 0-6で完敗しベスト8進出を逃した。10月のバレンシア・オープンでは準決勝で前年優勝のダビド・フェレールに7-5, 1-6, 6-3で勝利して、初めてクレーコート以外の大会のシングルス決勝に進出したが、決勝でマルセル・グラノリェルスに2–6, 6–4, 6–7(3)で敗れた。スペインとのデビスカップ2011決勝では親友のラファエル・ナダルに1-6, 1-6, 2-6で完敗した。チームも1勝3敗で敗れ初優勝を逃した。
2012年2月のチリ・オープンでは、決勝で同じアルゼンチンのカルロス・ベルロクを6–3, 6–7(1), 6–1で破り、2007年以来のシングルス4勝目を挙げた。4月の全米男子クレーコート選手権でもジョン・イズナーを6–2, 3–6, 6–3で破りシングルス5勝目、7月のドイツ国際オープンでトミー・ハースを7–5, 6–4で破り6勝目を挙げている。2012年7月23日付けのランキングで10位になりモナコは28歳で初めてのトップ10入りを果たした。9月のマレーシア・オープン・クアラルンプールでは決勝でジュリアン・ベネトーを7–5, 4–6, 6–3で破り初めてハードコートの大会で優勝した。
2014年4月全米男子クレーコート選手権1回戦にてクレーコート200勝を達成した。
2015年マイアミ・オープンではフェルナンド・ベルダスコを破り3年ぶりとなるベスト8に進出している。
2016年全米男子クレーコート選手権では3年ぶりにツアー優勝を果たす。5月のBNLイタリア国際では3回戦で世界ランク4位のスタン・ワウリンカに6-7(5), 6-3, 6-4で勝利し、ベスト8に進出。準々決勝は怪我のため棄権した。
モナコはオリンピックアルゼンチン代表として、2008年北京五輪と2012年ロンドン五輪の2大会に出場している。
2017年5月15日に引退発表をSNSで行った。

## ATPツアー決勝進出結果

### シングルス: 21回 (9勝12敗)
| 大会グレード                            |
| グランドスラム (0-0)                    |
| ATPワールドツアー・ファイナル (0-0)     |
| ATPワールドツアー・マスターズ1000 (0-0) |
| ATPワールドツアー・500シリーズ (2-1)    |
| ATPワールドツアー・250シリーズ (7–11)   |

| サーフェス別タイトル |
| ハード (1–1)         |
| クレー (8-11)        |
| 芝 (0-0)             |
| カーペット (0-0)     |

| 結果   | No. | 決勝日        | 大会                 | サーフェス    | 対戦相手                 | スコア           |
| ------ | --- | ------------- | -------------------- | ------------- | ------------------------ | ---------------- |
| 準優勝 | 1.  | 2005年4月4日  | カサブランカ         | クレー        | マリアノ・プエルタ       | 4–6, 1–6         |
| 優勝   | 1.  | 2007年2月19日 | ブエノスアイレス     | クレー        | アレッシオ・ディ・マウロ | 6–1, 6–2         |
| 優勝   | 2.  | 2007年5月20日 | ペルチャッハ         | クレー        | ガエル・モンフィス       | 7–6(3), 6–0      |
| 優勝   | 3.  | 2007年7月23日 | キッツビュール       | クレー        | ポティート・スタラーチェ | 5–7, 6–3, 6–4    |
| 準優勝 | 2.  | 2008年2月3日  | ビニャ・デル・マール | クレー        | フェルナンド・ゴンサレス | 不戦敗           |
| 準優勝 | 3.  | 2008年5月19日 | ペルチャッハ         | クレー        | ニコライ・ダビデンコ     | 2–6, 6–2, 2–6    |
| 準優勝 | 4.  | 2009年2月16日 | ブエノスアイレス     | クレー        | トミー・ロブレド         | 5–7, 6–2, 6–7(5) |
| 準優勝 | 5.  | 2009年7月19日 | ボースタード         | クレー        | ロビン・セーデリング     | 3–6, 6–7(4)      |
| 準優勝 | 6.  | 2009年9月27日 | ブカレスト           | クレー        | アルベルト・モンタニェス | 6–7(2), 6–7(5)   |
| 準優勝 | 7.  | 2010年2月7日  | サンティアゴ         | クレー        | トマス・ベルッシ         | 2–6, 6–0, 4–6    |
| 準優勝 | 8.  | 2011年11月6日 | バレンシア           | ハード (室内) | マルセル・グラノリェルス | 2–6, 6–4, 6–7(3) |
| 優勝   | 4.  | 2012年2月6日  | ビニャ・デル・マール | クレー        | カルロス・ベルロク       | 6–3, 6–7(1), 6–1 |
| 優勝   | 5.  | 2012年4月15日 | ヒューストン         | クレー        | ジョン・イスナー         | 6–2, 3–6, 6–3    |
| 準優勝 | 9.  | 2012年7月15日 | シュトゥットガルト   | クレー        | ヤンコ・ティプサレビッチ | 4–6, 7–5, 3–6    |
| 優勝   | 6.  | 2012年7月22日 | ハンブルク           | クレー        | トミー・ハース           | 7–5, 6–4         |
| 優勝   | 7.  | 2012年9月30日 | クアラルンプール     | ハード (室内) | ジュリアン・ベネトー     | 7–5, 4–6, 6–3    |
| 優勝   | 8.  | 2013年5月25日 | デュッセルドルフ     | クレー        | ヤルコ・ニエミネン       | 6–4, 6–3         |
| 準優勝 | 10. | 2013年8月3日  | キッツビュール       | クレー        | マルセル・グラノリェルス | 6-0, 6–7(3), 4–6 |
| 準優勝 | 11. | 2014年7月27日 | グシュタード         | クレー        | パブロ・アンドゥハル     | 3–6, 5–7         |
| 準優勝 | 12. | 2015年3月1日  | ブエノスアイレス     | クレー        | ラファエル・ナダル       | 4–6, 1–6         |
| 優勝   | 9.  | 2016年4月10日 | ヒューストン         | クレー        | ジャック・ソック         | 3–6, 6–3, 7–5    |

### ダブルス: 6回 (3勝3敗)
| 結果   | No. | 決勝日        | 大会                 | サーフェス | パートナー                 | 対戦相手                                    | スコア             |
| ------ | --- | ------------- | -------------------- | ---------- | -------------------------- | ------------------------------------------- | ------------------ |
| 優勝   | 1.  | 2008年1月11日 | オークランド         | ハード     | ルイス・オルナ             | グザビエ・マリス ユルゲン・メルツァー       | 6–4, 3–6, [10–7]   |
| 準優勝 | 1.  | 2008年2月3日  | ビニャ・デル・マール | クレー     | マキシモ・ゴンサレス       | ホセ・アカスソ セバスティアン・プリエト     | 1-6, 0-3, 途中棄権 |
| 優勝   | 2.  | 2008年4月19日 | バレンシア           | クレー     | マキシモ・ゴンサレス       | トラビス・パロット フィリップ・ポラーシェク | 7–5, 7–5           |
| 準優勝 | 2.  | 2009年2月14日 | コスタ・ド・サイペ   | クレー     | ルーカス・アーノルド・カー | マルセル・グラノリェルス トミー・ロブレド   | 4-6, 5-7           |
| 準優勝 | 3.  | 2013年2月10日 | ビニャ・デル・マール | クレー     | ラファエル・ナダル         | パオロ・ロレンツィ ポティート・スタラーチェ | 2–6, 4–6           |
| 優勝   | 3.  | 2015年1月10日 | ドーハ               | ハード     | ラファエル・ナダル         | ユリアン・ノール フィリップ・オズワルド     | 6–3, 6–4           |

## 成績

### 4大大会シングルス
略語の説明
| W | F | SF | QF | #R | RR | Q# | LQ | A | Z# | PO | G | S | B | NMS | P | NH |

W=優勝, F=準優勝, SF=ベスト4, QF=ベスト8, #R=#回戦敗退, RR=ラウンドロビン敗退, Q#=予選#回戦敗退, LQ=予選敗退, A=大会不参加, Z#=デビスカップ/BJKカップ地域ゾーン, PO=デビスカップ/BJKカッププレーオフ, G=オリンピック金メダル, S=オリンピック銀メダル, B=オリンピック銅メダル, NMS=マスターズシリーズから降格, P=開催延期, NH=開催なし.
| 大会           | 2004 | 2005 | 2006 | 2007 | 2008 | 2009 | 2010 | 2011 | 2012 | 2013 | 2014 | 2015 | 2016 | 通算成績 |
| -------------- | ---- | ---- | ---- | ---- | ---- | ---- | ---- | ---- | ---- | ---- | ---- | ---- | ---- | -------- |
| 全豪オープン   | A    | 1R   | 2R   | 1R   | 3R   | 1R   | 3R   | 2R   | 1R   | 1R   | 1R   | 1R   | A    | 6–11     |
| 全仏オープン   | 2R   | 1R   | 3R   | 4R   | 1R   | 2R   | 1R   | 1R   | 4R   | 1R   | 2R   | 2R   | 2R   | 13–13    |
| ウィンブルドン | A    | 1R   | A    | 1R   | A    | 1R   | A    | 1R   | 3R   | 3R   | A    | 1R   | 2R   | 5–8      |
| 全米オープン   | 1R   | 1R   | 1R   | 4R   | 1R   | 1R   | 1R   | 4R   | 1R   | 1R   | 1R   | A    | 1R   | 7–12     |

### 大会最高成績
| 大会                 | 成績 | 年              |
| -------------------- | ---- | --------------- |
| インディアンウェルズ | QF   | 2010            |
| マイアミ             | SF   | 2012            |
| モンテカルロ         | 3R   | 2009, 2013      |
| マドリード           | 3R   | 2007, 2009-2011 |
| ローマ               | QF   | 2009, 2016      |
| カナダ               | 3R   | 2012            |
| シンシナティ         | 3R   | 2007            |
| 上海                 | SF   | 2010            |
| パリ                 | QF   | 2011            |
| ハンブルク           | 3R   | 2008            |
| オリンピック         | 2R   | 2012, 2016      |
| デビスカップ         | W    | 2016            |